# Ducato di Massa e Principato di Carrara

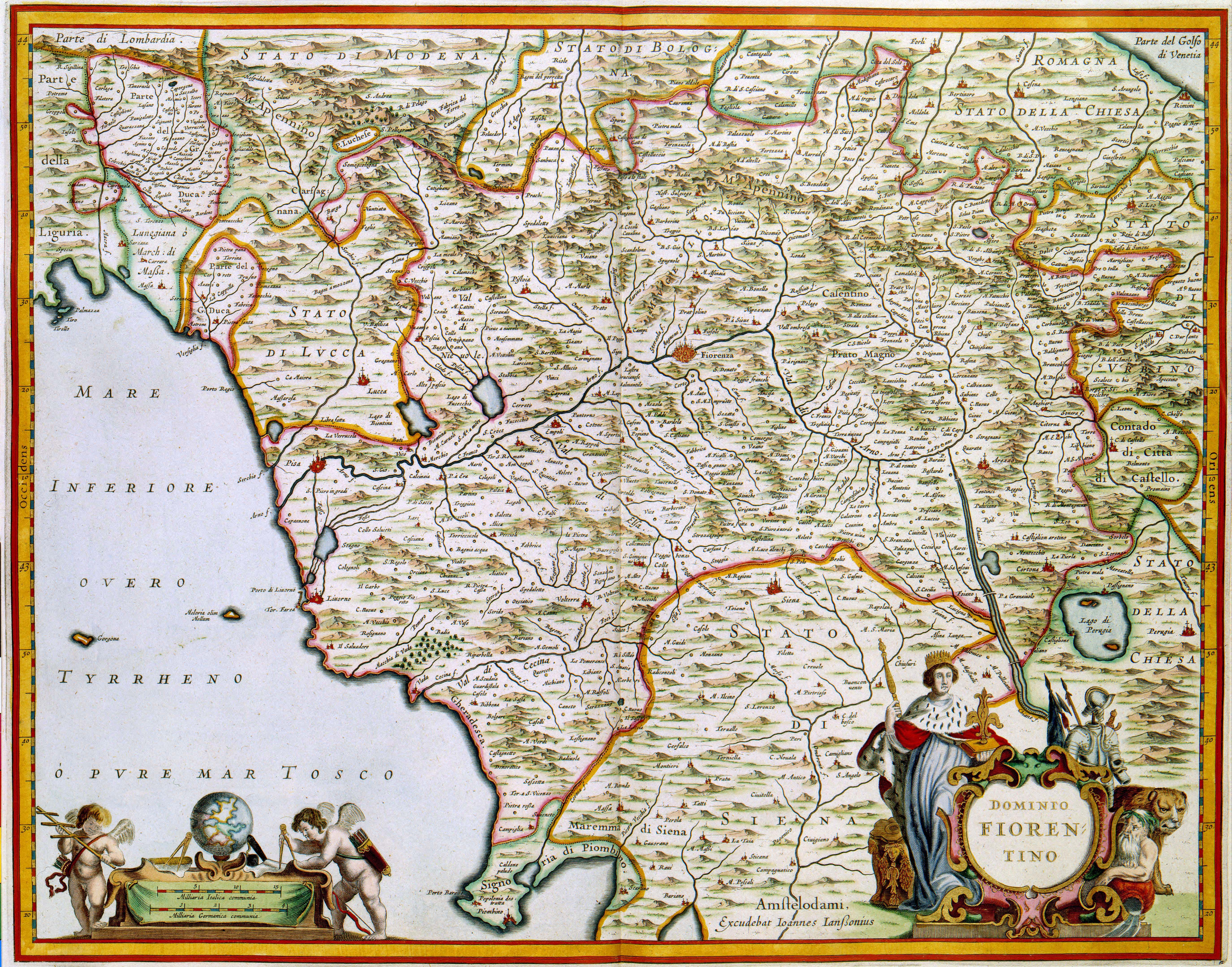
Lunigiana e marchesato di Massa (Jan Janssonius, 1635)

Il Ducato di Massa e Principato di Carrara è stato un piccolo stato italiano della Toscana settentrionale esistito, come tale, tra il 1664 e il 1836, ma risalente al 1473 sotto la denominazione di "Marchesato di Massa e Signoria di Carrara", e poi, dal 1568, sotto quella di "Principato di Massa e Marchesato di Carrara". Lo stato era centrato su un piccolo territorio affacciato sul mare che comprendeva le due città di Massa e Carrara (amministrate in unione personale), nelle quali si trovavano le residenze dei sovrani (nei rispettivi palazzi cittadini e nella rocca Malaspina).

## Storia

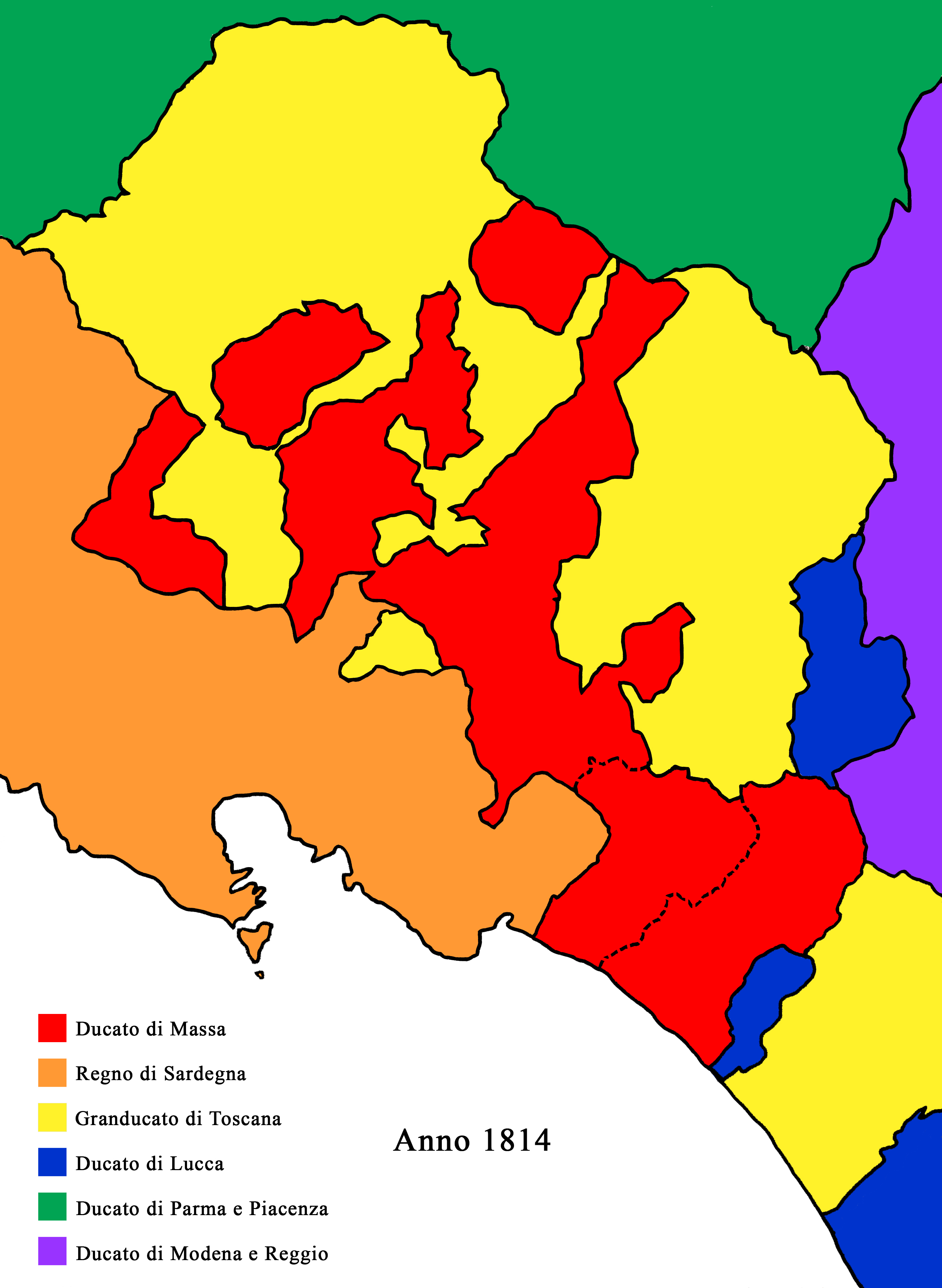
Il ducato di Massa nel 1814, al momento della sua massima espansione dopo l'acquisizione degli ex feudi malaspiniani della Lunigiana non ricostituiti dal Congresso di Vienna (e poi ceduti l'anno seguente al duca di Modena e Reggio, erede anche del trono di Massa e Carrara)

Anche se la Città di Massa aveva già conosciuto il suo massimo splendore medievale nel secolo XI con il Marchesato di Massa e Corsica ad opera degli Obertenghi, il nucleo originale degli stati di Massa e Carrara deve essere fatto risalire, sul piano ufficiale, al 22 febbraio 1473, quando il marchese di Massa Giacomo I Malaspina acquistò dal conte Antoniotto Fileremo di Genova, capostipite della linea dei Fregoso, la signoria di Carrara, del castello di Moneta e di quello di Lavenza. Giacomo (o Jacopo) era il figlio primogenito del marchese di Fosdinovo e di Massa, Antonio Alberico I, dei Malaspina dello Spino Fiorito, e, tramite un lodo arbitrale e accordi con i fratelli, aveva concluso nel 1467 un accordo di spartizione dell'eredità paterna che prevedeva la conservazione per sé del possesso di Massa e del relativo titolo marchionale.  La linea dinastica Malaspina che si originò con Giacomo I poté dunque fregiarsi inizialmente dei titoli di marchesi di Massa e signori di Carrara (oltre che signori anche degli altri due castelli e borghi vicini).
Nell'arco di due generazioni la linea Malaspina di Massa e Carrara si estinse nella discendenza maschile e Ricciarda, nipote di Iacopo e ultima erede diretta della stirpe, si sposò nel 1520 con Lorenzo Cybo, membro di un'influente famiglia di aristocratici genovesi imparentata con i Medici e nipote legittimato del papa Innocenzo VIII. Dal matrimonio ebbe origine la nuova casata dei Cybo-Malaspina, che fu però turbata all'inizio da gravissimi dissidi familiari e politici, culminati, nel 1548, con la decapitazione a Milano del primogenito maschio di Ricciarda, Giulio. Alla morte della marchesa, nel 1553, le succedette quindi il secondogenito diciannovenne Alberico I, destinato a regnare praticamente per settant'anni.
Sotto la sua amministrazione il feudo visse un periodo molto favorevole di sviluppo, grazie anche alla congiuntura vantaggiosa nel mercato del marmo, che era assai richiesto dalle corti rinascimentali dell'epoca. Ottenuta nel 1554 la conferma dell'investitura da parte dell'imperatore Carlo V, nel 1566 Alberico I acquistò per 38.000 ducati il feudo calabrese di Aiello, in seguito elevato anch'esso al rango di ducato, che rimase nella disponibilità della famiglia fino all'eversione della feudalità. Il 23 agosto 1568 Massa venne elevata a principato e Carrara a marchesato dall'imperatore Massimiliano II.

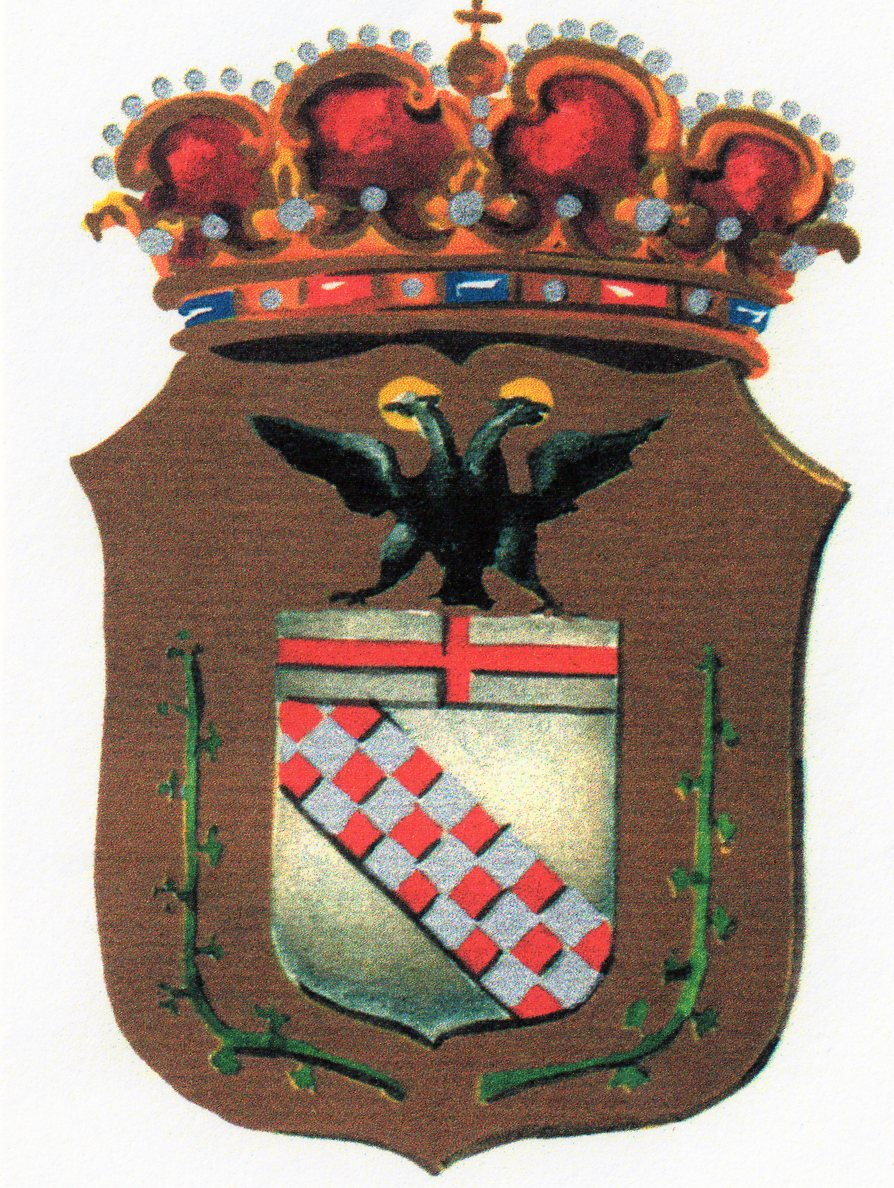
Lo stemma dei Cybo-Malaspina
(litografia dell'Ottocento)

Nel 1664 Leopoldo I d'Asburgo elevò il Principato di Massa al rango di ducato e il Marchesato di Carrara a principato, e i Cybo-Malaspina poterono fregiarsi del relativo titolo di duchi di Massa e principi di Carrara a partire da Alberico II.
Nel 1741 Maria Teresa Cybo-Malaspina, ultima rappresentante della casata, sposò Ercole d'Este, erede maschio (unico dal 1751) del Ducato di Modena e Reggio. La loro unica figlia sopravvissuta Maria Beatrice d'Este, era dunque discendente dei Cybo-Malaspina, degli Este e, per il tramite della nonna materna Ricciarda, anche dei Gonzaga di Novellara, i cui territori erano comunque già stati incamerati negli Stati Estensi. Stante però la legge salica vigente in questi ultimi, Maria Beatrice non era idonea ad assumere la titolarità del Ducato di Modena e Reggio. In conseguenza, nel 1753, il duca Francesco III d'Este concluse un trattato con Maria Teresa d'Austria, mediante il quale l'arciduca Pietro Leopoldo, nono figlio dell'imperatrice, e Maria Beatrice venivano promessi, e il primo veniva indicato da Francesco III come proprio erede per l'investitura ducale a Modena e Reggio, che erano giuridicamente feudo imperiale. Nell'attesa, Francesco avrebbe esercitato ad interim le funzioni di governatore di Milano. Essendo tuttavia Pietro Leopoldo divenuto nel 1761 erede al trono del Granducato di Toscana in successione al padre Francesco Stefano di Lorena, nel 1763 le due famiglie concordarono di rinnovare l'accordo di dieci anni prima sostituendone il nome con quello del quattordicesimo figlio di Maria Teresa, Ferdinando Carlo Antonio d'Asburgo-Lorena. Nel gennaio del 1771 la Dieta Imperiale di Ratisbona ratificò la futura investitura di Ferdinando e, nell'ottobre successivo, lui e Maria Beatrice convolarono finalmente a nozze, dando così origine alla nuova dinastia degli Austria-Este.
Alla morte della madre, nel 1790, Maria Beatrice divenne comunque duchessa regnante di Massa e Carrara, fino al 1796, quando gli Austria-Este furono privati dei loro possedimenti dalle truppe di Napoleone Bonaparte. Questi inglobò il territorio nella repubblica Cispadana, facendolo poi confluire nella repubblica Cisalpina.
Durante questo periodo la regione fu brevemente contesa a Napoleone dagli austriaci della coalizione anti francese (1799) e conobbe una rapida successione di differenti ordinamenti amministrativi più o meno provvisori (Dipartimento delle Alpi Apuane, Imperiale e Reale Provvisoria Reggenza di Massa Carrara, poi di nuovo Dipartimento delle Alpi Apuane e infine Distretto di Massa). Come ultima modifica amministrativa, nel 1806, l'imperatore francese assegnò i territori di Massa e Carrara al principato di Lucca e Piombino, governato dall’amata sorella minore Elisa Bonaparte Baciocchi. Nel 1809, il titolo onorifico di "duca di Massa di Carrara" fu anche concesso all'ex ministro francese della polizia, Claude Ambroise Régnier (1746-1814).
Durante la dominazione napoleonica Maria Beatrice fu costretta a rifugiarsi in Austria: prima, per circa sette anni a Wiener Neustadt, poi direttamente a Vienna (che divenne la sua dimora definitiva), presso la famiglia del marito, che, in quanto figlio di Maria Teresa, era zio dell'imperatore Francesco I.
Con la caduta del regime napoleonico, in sede di Restaurazione, l'art. 98 dell'atto finale del Congresso di Vienna reintegrò Maria Beatrice alla testa degli aviti stati toscani che le erano stati sottratti, assegnandole anche gli ex feudi imperiali sovrani della Lunigiana (Fosdinovo, Aulla, Licciana, Malgrate, Mulazzo, Podenzana, Tresana, Treschietto, Villafranca, etc.), in genere appartenuti agli svariati rami della famiglia Malaspina e che non venivano ora ricostituiti. Essendo suo padre, ultimo duca di Modena e Reggio, deceduto nel 1803, e suo marito, erede designato, nel 1806, la titolarità di tale ducato fu attribuita a suo figlio Francesco IV d'Austria-Este. A lui Maria Beatrice cedette, con convenzione del 20 dicembre 1815, gli ex feudi imperiali della Lunigiana.
Pur continuando a risiedere a Vienna e facendosi rappresentare a Massa e a Carrara da un governatore di sua fiducia, Maria Beatrice non si accontentò di essere una sovrana solo di nome, ma governò concretamente occupandosi minutamente degli interessi delle sue popolazioni e prendendo personalmente le decisioni che le competevano. Quando morì nel 1829, Francesco le succedette anche negli stati toscani e mutò subito gli indirizzi materni, intraprendendo una decisa politica di omologazione di essi al resto dei suoi domini, e svuotando la figura del governatore ereditata dalla madre di gran parte delle prerogative e delle competenze che lei gli aveva attribuito. Con chirografo del 26 maggio 1835 i due stati toscani furono infine accorpati all'amministrazione generale e, nel 1836, fu istituita, all'interno del Ducato di Modena, la provincia di Massa e di Carrara, cui sarebbe stata accorpata nel 1840 la Lunigiana estense. Con tali atti ebbe di fatto fine la secolare storia degli stati sovrani di Massa e di Carrara.

## Fortificazioni costiere
Anche il ducato di Massa per secoli fu oppresso dalle periodiche scorrerie dei corsari ottomani e magrebini. Nel tentativo di porre un freno ai continui sbarchi barbareschi e al fine di tutelare l'incolumità della popolazione che, analogamente agli altri Stati rivieraschi italiani, era continuamente minacciata dalla riduzione in schiavitù per arricchire i mercati del nordafrica, fu decisa la realizzazione di alcune fortificazioni lungo la costa.
La loro funzione mirava al preventivo avvistamento della galee e fungeva da deterrente per le incursioni.
Presso il porto di Avenza fu costruito un fortino per proteggere il naviglio alla fonda, più a sud a circa due chilometri, sulla spiaggia antistante Massa, venne eretto un altro fortilizio con funzioni anche di dogana, mentre la successiva roccaforte del Cinquale era già in territorio toscano.

## Marchesi, principi, poi duchi di Massa e Carrara
- Iacopo Malaspina (1445–1481), marchese di Massa, nonché signore di Carrara dal 1473
- Alberico II Malaspina (1481–1519)
- Ricciarda Malaspina (1519–1546) e (1547–1553)
- Giulio I Cybo-Malaspina (1546–1547)
- Alberico I Cybo-Malaspina (1554–1623), principe di Massa e marchese di Carrara dal 1568
- Carlo I Cybo-Malaspina (1623–1662)
- Alberico II Cybo-Malaspina (1662–1690), duca di Massa e principe di Carrara dal 1664
- Carlo II Cybo-Malaspina (1690–1710)
- Alberico III Cybo-Malaspina (1710–1715)
- Alderamo Cybo-Malaspina (1715–1731)
- Maria Teresa Cybo-Malaspina (1731–1790)
- Maria Beatrice d'Este (1790–1796)
- Annessione (1796-1814), dopo l'invasione napoleonica, alla Repubblica Cispadana, poi alla Repubblica Cisalpina, poi alla Repubblica Italiana, poi al Regno d'Italia, e infine al Principato di Lucca e Piombino
- Maria Beatrice d'Este (1815–1829), duchessa di Massa e principessa di Carrara (reinsediata)
- Francesco IV d'Austria-Este (1829–1846), duca di Modena e Reggio, successore della madre Maria Beatrice d'Este nella sovranità su Massa e Carrara

## Politica ed economia del Ducato di Massa e Principato di Carrara
Dalle informazioni che si possono ricavare dal grande Archivio Cybo-Malaspina, e dai Rescritti e dispacci dei Sovrani delle due duchesse Maria Teresa e Maria Beatrice d'Este (oltre che da svariate altre fonti) è possibile ricostruire la politica tenuta dal ducato di Massa e Carrara nel periodo approssimativamente compreso tra il 1450 e il 1800.

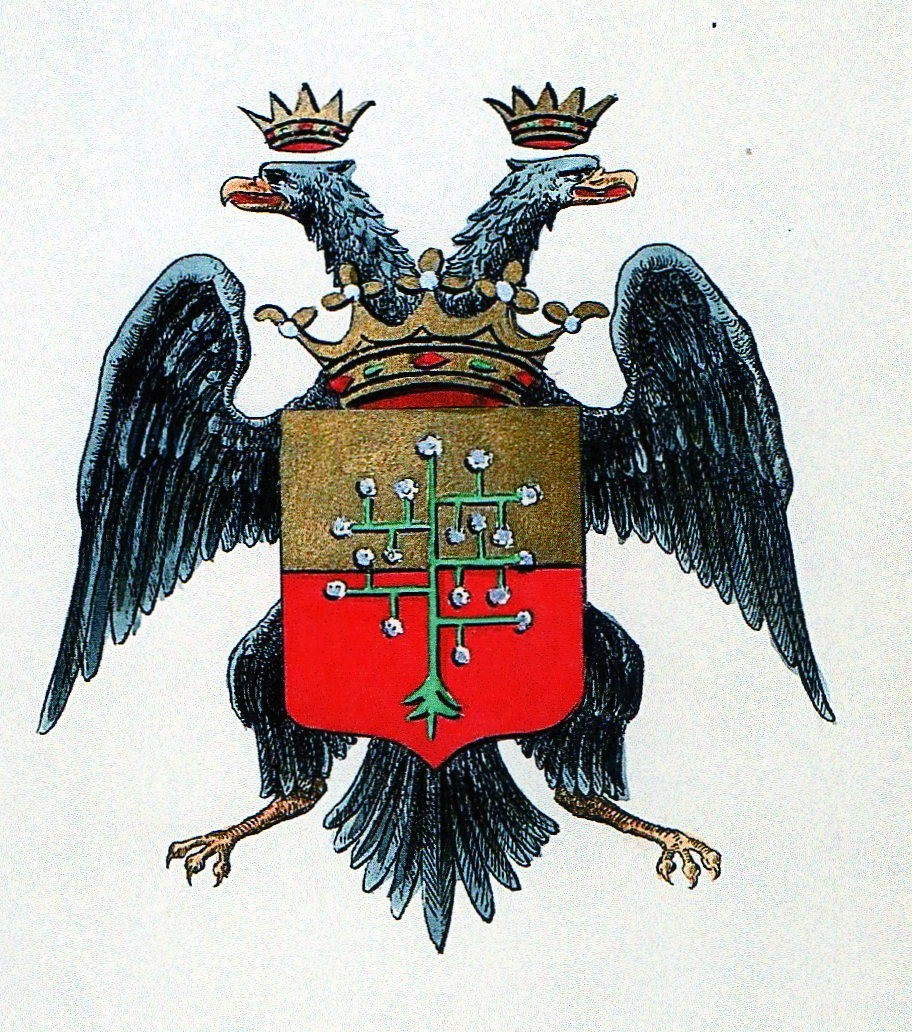
Lo stemma dei Malaspina dello Spino Fiorito (litografia dell'Ottocento)

La fusione dei Malaspina con la famiglia Cybo portò al territorio una vita di corte piuttosto fastosa. Nella conduzione della politica estera i Cybo-Malaspina mantennero un ruolo di intermediari tra il granducato di Toscana e la repubblica di Genova. 
Alberico I promosse grandi ristrutturazioni urbanistiche nelle città di Carrara e Massa, soprattutto per ragioni di prestigio. Entrambi i centri furono dotati di nuove cinte murarie - con funzioni rappresentative piuttosto che militari, dato che la politica del feudo imperiale non era espansionistica - e di nuovi palazzi ducali. A Carrara fu istituito l'ufficio del marmo (1564), per regolamentare l'attività di estrazione.
La città di Massa, in particolare, vide ridisegnata buona parte della sua planimetria (nuove strade, piazze, incroci, pavimentazioni), allo scopo di renderla degna di una capitale di Stato italiano dell'epoca.
La guerra di successione spagnola (1701-1714) fu l'inizio di un periodo di profonda crisi economica per il ducato. L'impero impose pesanti ammende ai Cybo-Malspina, che avevano dato ospitalità a truppe francesi sul proprio territorio. Già Alberico III, ma soprattutto Alderamo, si trovarono costretti a svendere molti beni cittadini. Alderamo arrivò a costringere i cittadini ad acquistare derrate alimentari a prezzo maggiorato e, anche a causa dello stile di vita lussuoso e stravagante del sovrano, l'economia del ducato venne messa in ginocchio. La situazione finanziaria poté risollevarsi solo grazie all'unione dinastica tra le casate dei Cybo-Malaspina e degli Este, conseguita con il matrimonio tra Maria Teresa ed Ercole III nel 1741.

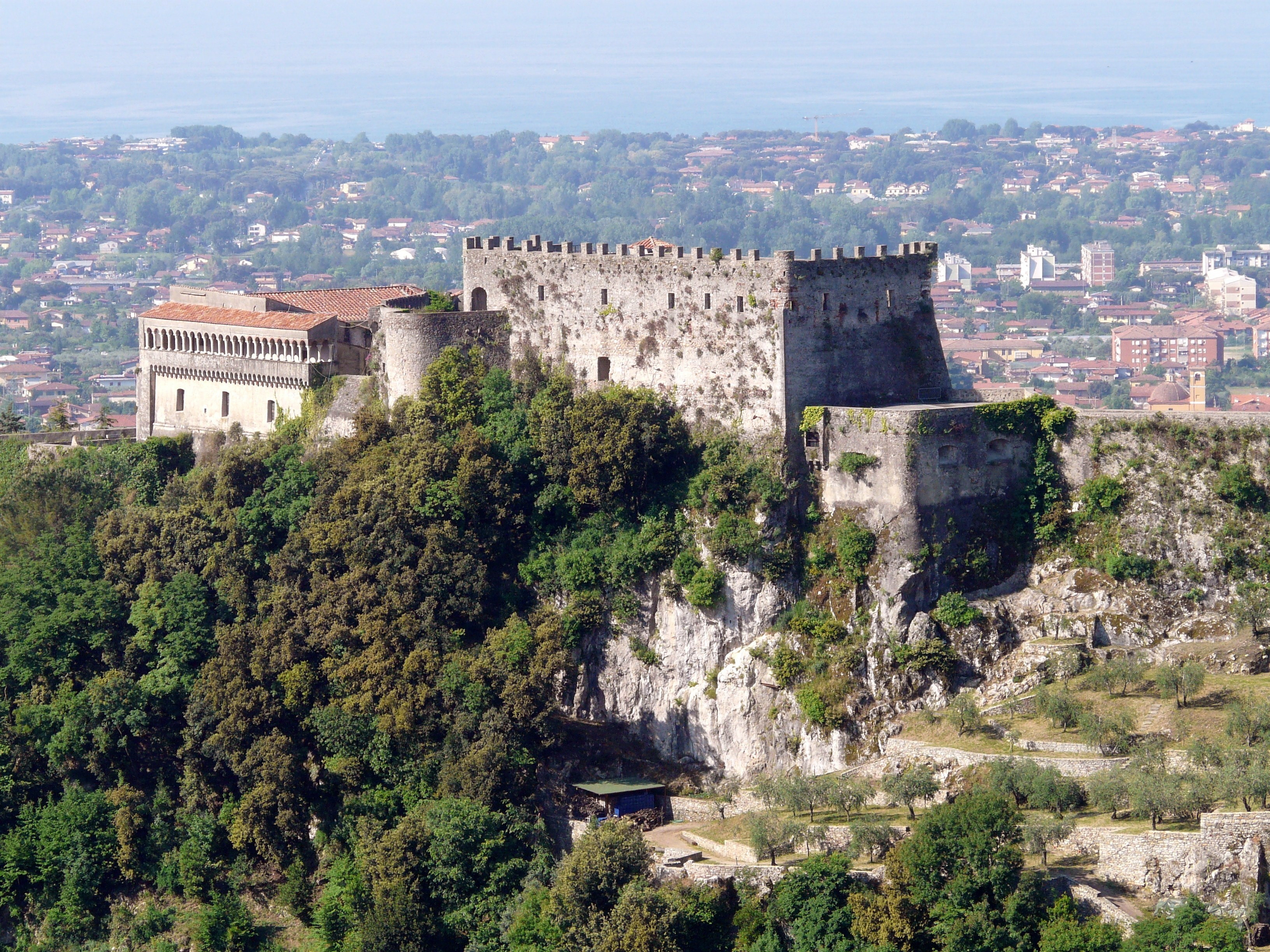
La rocca malaspina a Massa

A partire da questa data il ducato di Massa e Carrara perse progressivamente la propria autonomia politica, andando a gravitare sempre più strettamente nella sfera di influenza della città di Modena.
Sotto la dominazione estense l'ex ducato si trovò ad occupare una posizione strategica, in quanto garantiva uno sbocco al mare ai domini dell'entroterra e prometteva una più agevole rotta commerciale. Già durante il governo della duchessa Maria Teresa i collegamenti stradali tra il ducato di Modena e quello di Massa e Carrara vennero notevolmente migliorati: in questi tentativi di riforma viaria si inserisce la costruzione della famosa Via Vandelli, a partire già dal 1738.
Nel 1751, venne fatto un primo tentativo per l'escavazione di una darsena e la costruzione di un porto nella città di Carrara. Il porto sarebbe stato funzionale ai commerci e alle attività militari degli Este, avrebbe ospitato in un luogo sicuro la piccola flotta del ducato di Modena e, infine, sarebbe stato essenziale per liberare le esportazioni del marmo dalla dipendenza dagli altri porti vicini. Sfortunatamente il litorale aveva la tendenza a insabbiarsi e, dopo qualche anno, i lavori di costruzione dovettero essere sospesi.

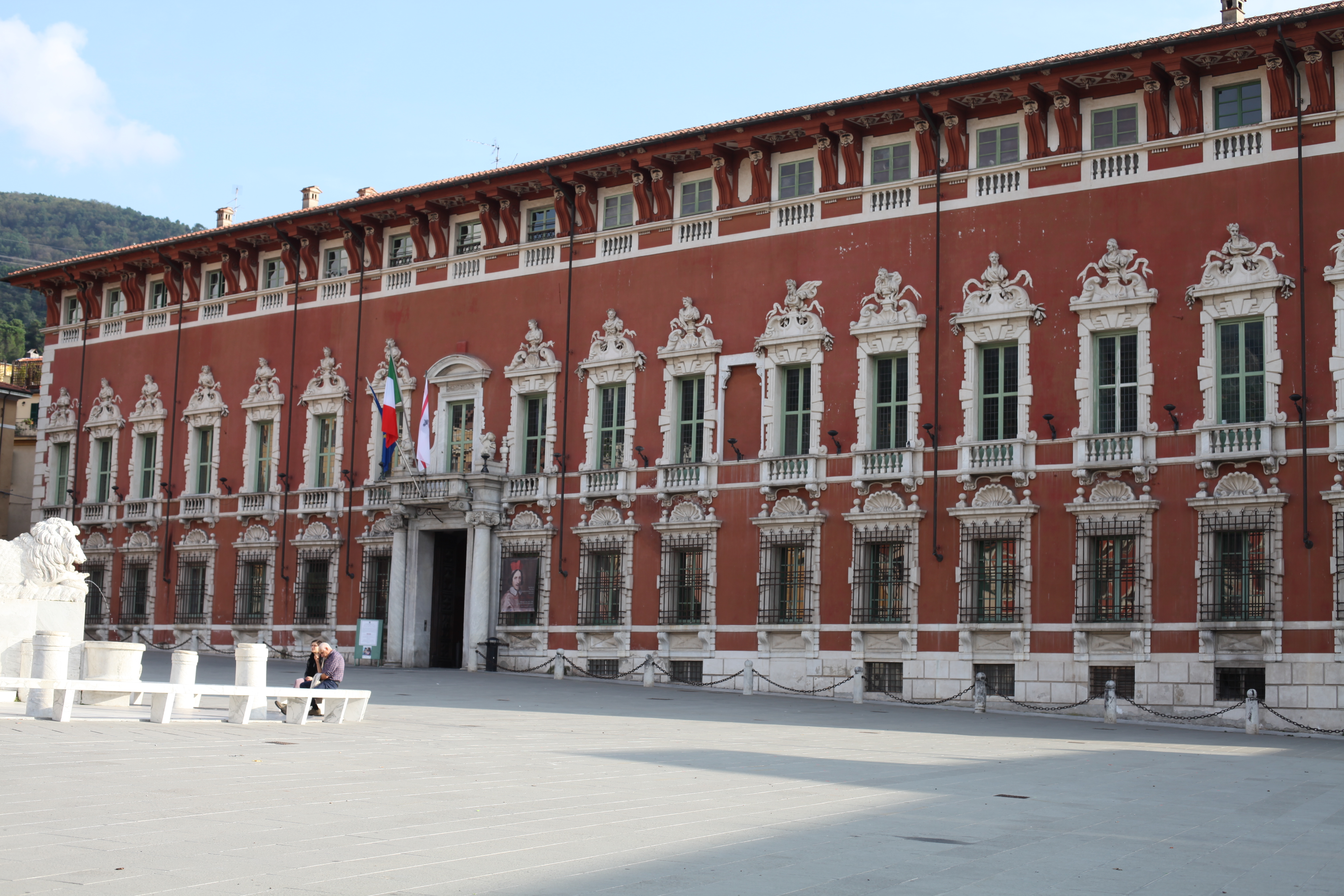
Il palazzo ducale a Massa

Nel 1807 gli ingegneri napoleonici costruirono l'importante strada postale della Foce, destinata a collegare le città di Massa e Carrara attraverso le colline dell'entroterra. Durante il dominio napoleonico vennero iniziate anche altre opere pubbliche, come la bonifica delle pianure, la piantagione delle pinete litoranee per combattere la malaria e la sistemazione degli argini dei fiumi. Queste opere furono proseguite da Maria Beatrice e dai successori nei decenni successivi.
Nel 1821 venne istituito il Catasto Estense, con il compito di regolamentare e censire le proprietà degli abitanti dello Stato.
Gli anni successivi all'annessione ai territori del Ducato di Modena e Reggio, furono particolarmente complessi, sia per i moti insurrezionali che caratterizzarono il periodo storico, sia per la crisi economica, che per lungo tempo gravò sulla regione. I governanti tentarono a più riprese di uscire dalla stagnazione promuovendo la costruzione d'infrastrutture destinate ad aumentare il volume degli scambi commerciali, ma la carenza di fondi si dimostrò spesso un ostacolo insormontabile. Un secondo tentativo di costruzione del porto di Carrara venne affidato dal duca Francesco IV d'Asburgo-Este, all'ingegnere Aschenden nel 1830, ma il progetto non fu mai reso esecutivo per mancanza di risorse finanziarie. Un pontile caricatore, che andò a costituire il primo autentico nucleo portuale di Carrara fu costruito con successo solo nel 1851, grazie all'ingegnere e industriale inglese William Walton.